# Râul Alcalia
Râul Alcalia (în rusă Алкалия, în ucraineană Алкалія) este un râu care străbate sud-estul Republicii Moldova și sud-vestul Regiunii Odesa din Ucraina. 

## Date geografice
Râul Alcalia are o lungime de 67 km și o suprafață a bazinului de 653 km². El izvorăște din apropierea satului Căplani (Raionul Ștefan Vodă, Republica Moldova), curge pe direcția sud-est, trece apoi pe teritoriul raioanelor Cetatea Albă și Tatarbunar (Ucraina) și se varsă în Lacul Burnas, liman de pe malul Mării Negre. 
În partea superioară străbate versantul sudic al dealurilor din Podișul Podoliei, în apropiere de satul Căplani, apoi curge pe teritoriul raioanelor Cetatea Albă și Tatarbunar din Regiunea Odesa (Ucraina), iar pe măsură ce coboară spre vărsare străbate o vale largă, împărțită în ravene și rigole și se varsă printr-un canal cu lățimea de 6–8 m în Lacul Burnas, în apropierea satului Bazarianca. În cursul său de la izvoare la vărsare, străbate o stepă semiaridă. El are un debit foarte mic, iar în verile mai secetoase poate chiar seca pe unele segmente. Apele râului Alcalia sunt folosite în irigații și pentru uz casnic și comercial. 
Râul Alcalia traversează următoarele sate: Cazaci, Eigenheim, Babei, Cornești, Manași, Mansburg, Marazăvleni, Alcalia, Strasburg, Marianca-Mare, Chebabcea și Bazarianca. 